# Rositz
Rositz ist eine Gemeinde im thüringischen Landkreis Altenburger Land. Der Ort wurde im Laufe seiner Geschichte vor allem durch den Braunkohlenbergbau (Meuselwitz-Rositzer Braunkohlerevier) geprägt. Daran erinnert heute noch der Teersee sowie der Wasserturm, der 1917 von der Deutschen Erdoel-Actiengesellschaft DEA gebaut wurde, und auch das Rositzer Wappen, in dem ein Bergmann abgebildet ist.

## Geografie
Rositz liegt fünf Kilometer nordwestlich von Altenburg in Thüringen in der Leipziger Tieflandsbucht. Es ist Sitz der Verwaltungsgemeinschaft Rositz.
Angrenzende Gemeinden sind (im Uhrzeigersinn) Meuselwitz, die Stadt Altenburg, Lödla, Monstab und Kriebitzsch.

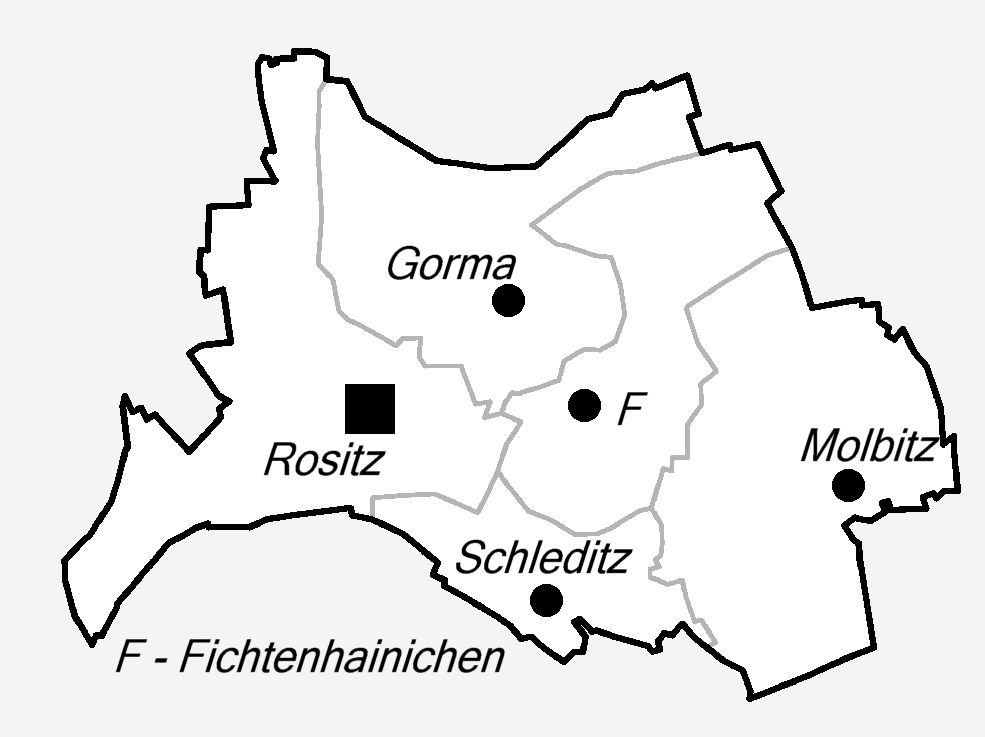
Gemeindegliederung

### Gemeindegliederung
Der Hauptort Rositz verschmolz mit den am 1. April 1923 eingemeindeten Orten Fichtenhainichen und Gorma sowie Schelditz, welches am 1. Juli 1950 angegliedert wurde. Schelditz wurde 1923 auch eingegliedert, jedoch aus Bürgerprotesten am 1. August 1924 wieder selbstständig. Einziger Ortsteil heute ist das am 1. Januar 1973 eingemeindete Molbitz, das aus den ebenfalls verschmolzenen und 1950 zusammengelegten Ortslagen Ober- und Untermolbitz besteht.

## Geschichte
Rositz wurde erstmals 1181 urkundlich erwähnt. Das Dorf wurde als Rundling angelegt. Der Ortsname, um 1200 Rosiz, um 1215 Rodesicz, ist möglicherweise sorbischen Ursprungs. Im 13. und 14. Jahrhundert hatten die Burggrafen von Altenburg Besitz im Ort. Später gehörte Rositz zum wettinischen Amt Altenburg, welches ab dem 16. Jahrhundert aufgrund mehrerer Teilungen im Lauf seines Bestehens unter der Hoheit folgender Ernestinischer Herzogtümer stand: Herzogtum Sachsen (1554 bis 1572), Herzogtum Sachsen-Weimar (1572 bis 1603), Herzogtum Sachsen-Altenburg (1603 bis 1672), Herzogtum Sachsen-Gotha-Altenburg (1672 bis 1826). Bei der Neuordnung der Ernestinischen Herzogtümer im Jahr 1826 kam der Ort wiederum zum Herzogtum Sachsen-Altenburg. Nach der Verwaltungsreform im Herzogtum gehörte Rositz bezüglich der Verwaltung zum Ostkreis (bis 1900) bzw. zum Landratsamt Altenburg (ab 1900).
Durch Braunkohlenförderung, deren Vorkommen erstmals 1672 in Fichtenhainichen erwähnt wird, und die damit verbundenen Industrieansiedlungen entwickelte sich Rositz im Verlauf des 19. Jahrhunderts von einem bäuerlich geprägten Dorf zu einer industriellen Großsiedlung. Rositz ist neben Meuselwitz ein Namensgeber des Meuselwitz-Rositzer Braunkohlereviers. 1872 eröffnete die erste Thüringer Brikettfabrik sowie die Zuckerfabrik Rositz, die die erste elektrische Betriebsbeleuchtung Deutschlands besaß. Weitere Veredlungsanlagen in Rositz waren eine Schwelerei (1918–1990) und das Teerverarbeitungswerk. Letzteres gehörte der Deutschen Erdöl-AG (DEA), mit der sich im Jahr 1917 der erste karbochemische Betrieb der Großindustrie im Gebiet am Standort Rositz niederließ. Um Rositz existierten mehrere Tiefbaugruben und mehrere kleinere Tagebaue.

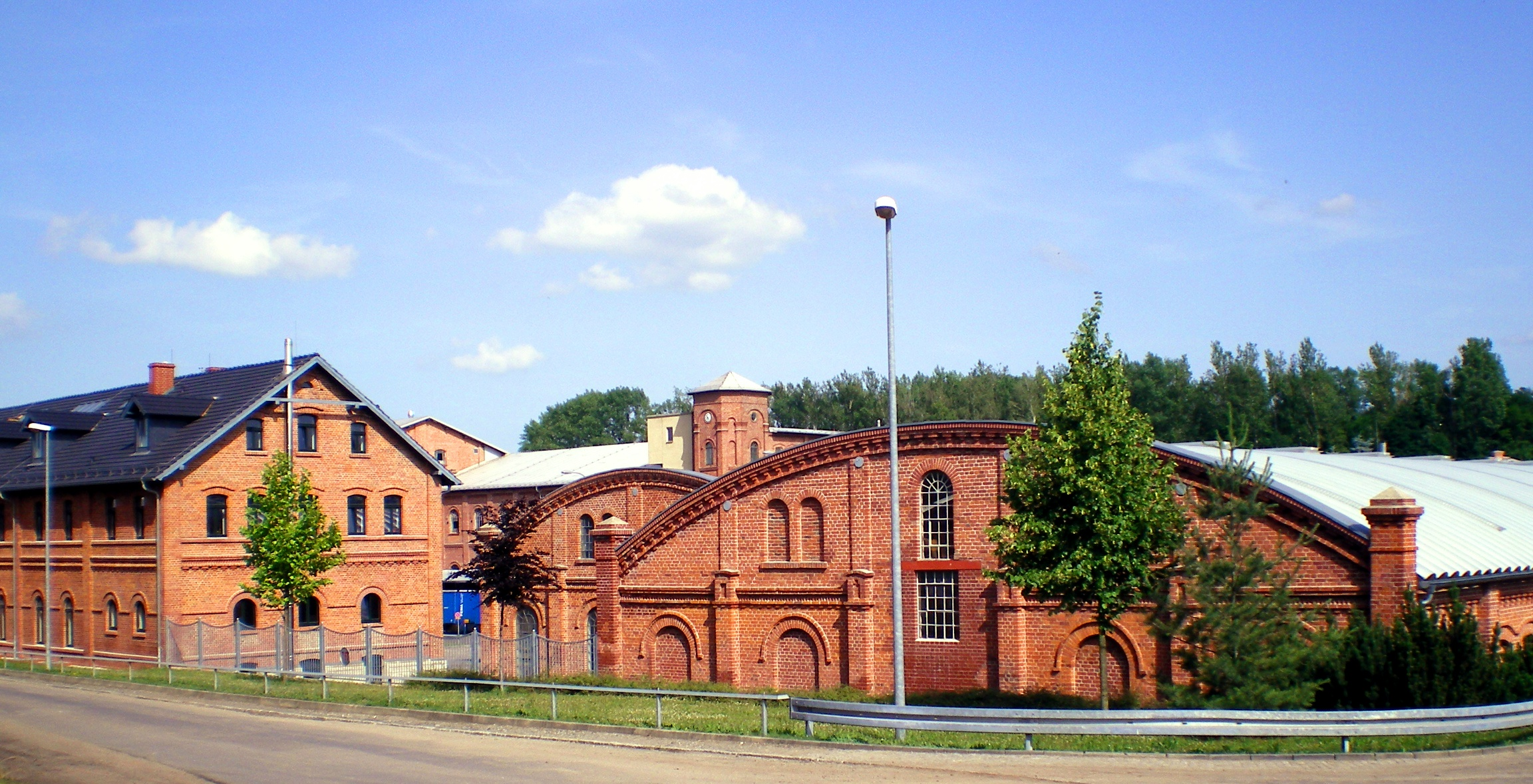
Ehem. Zuckerfabrik

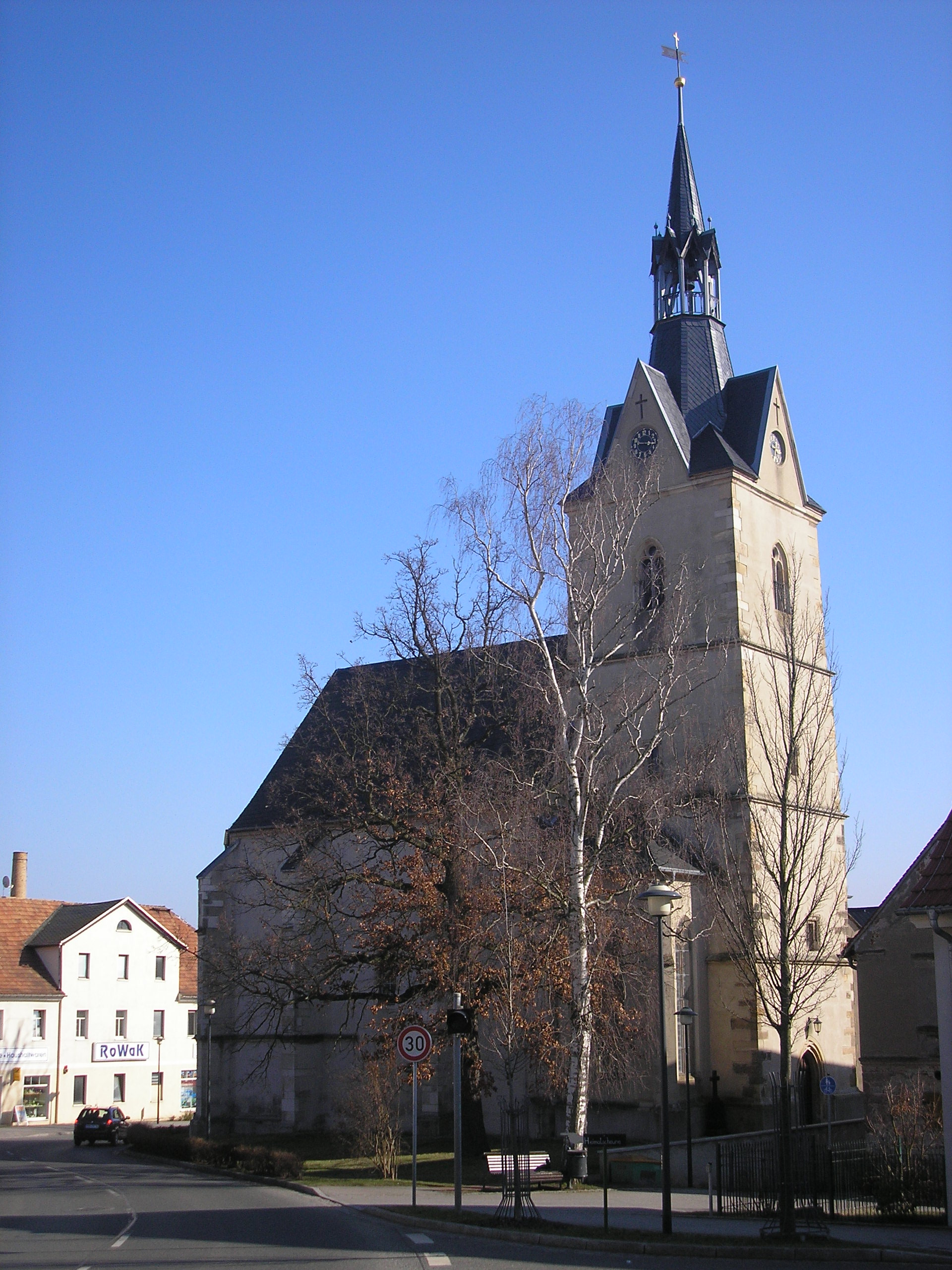
Dorfkirche

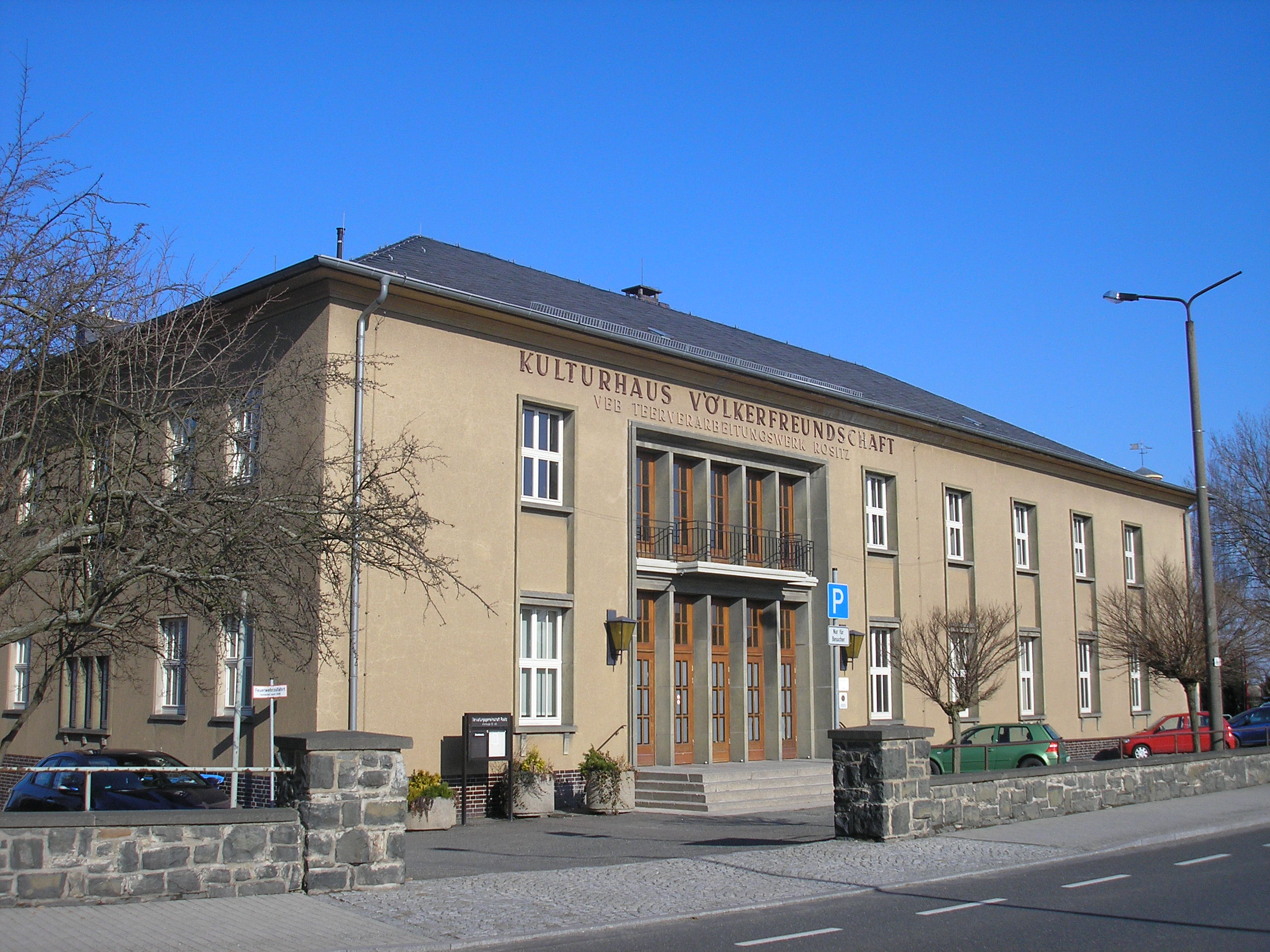
Ehemaliges Kulturhaus, jetzt Gemeindeverwaltung

### Erster Bürgerentscheid
Rositz gehörte ab 1918 zum Freistaat Sachsen-Altenburg, der 1920 im Land Thüringen aufging. In Rositz selbst, in der seinerzeit noch selbständigen Gemeinde Gorma sowie in Pöppschen kam es Anfang 1919 zum ersten bekannten Anwendungsfall unmittelbarer Gemeindedemokratie. Dabei setzten in Rositz 505 der 988 Wahlberechtigten durch, dass die Zahl der Gemeinderatsmitglieder zu den Wahlen am 2. März 1919 von neun auf zwölf erhöht wurde. Denselben Gegenstand hatte das Verfahren in Gorma, wobei dort die Zahl der Unterstützer unbekannt ist. Seit 1922 gehörte Rositz zum Landkreis Altenburg.
Das Freibad, das auf Schelditzer Flur steht, aber von der Gemeinde Rositz gebaut wurde, stammt aus dem Jahr 1934.

### Zweiter Weltkrieg
Während des Zweiten Weltkriegs wurden in und um Rositz acht Lager für Zwangsarbeiter eingerichtet (Rositz I-VI, Untermolbitz und Schelditz), in denen mehr als tausend Zwangsarbeiterinnen und Zwangsarbeiter arbeiten mussten: für die Deutsche Erdöl-AG (DEA), für die Rositzer Zuckerraffinerie, für das Unternehmen K. Eisenrieth, für die Rositzer Kohlenwerke und für das Unternehmen Curt Plützsch. Rositz ist wohl der Ort im Altenburger Land, der im Zweiten Weltkrieg am schwersten zerstört wurde. Am 16. August 1944 wurde die Deutsche Erdöl-AG (DEA) so stark getroffen, dass über Tage hinweg eine Rauchwolke in mehreren Kilometern Höhe zu sehen war; ungefähr 70 Prozent des Werks waren zerstört. Ein weiterer Bombenangriff auf das Werk erfolgte am 14. Februar 1945. Insgesamt starben bei beiden Angriffen 49 Menschen.

### Zeit der SBZ und DDR
Auch aus der Gemeinde Rositz wurden Reparationszahlungen an die Sowjetunion geleistet. So wurde das zweite Gleis der Bahnstrecke Zeitz–Altenburg sowie die Brikettfabrik Altenburger Kohlenwerke in Untermolbitz demontiert. Neben dem Braunkohlenbergbau war auch die Landwirtschaft ein großer Arbeitgeber im Ort. Die LPG Deutsch-Sowjetische Freundschaft bewirtschaftete mit 187 Mitarbeitern mehr als 1000 Hektar Land. Im Jahr 1952 wurde das Kulturhaus Völkerfreundschaft, die heutige Gemeindeverwaltung, erbaut. Im gleichen Jahr kam Rositz an den Kreis Altenburg im Bezirk Leipzig.
Am 22. Mai 1962 kam es im Teerverarbeitungswerk zu einer Explosion, bei der acht Menschen ums Leben kamen. Am 15. Januar 1977 wurde der Rositzer Schule der Name Karl Liebknecht verliehen. Im Jahr 1981 wurde das 1911 eröffnete Kino Glück Auf geschlossen.
In den 1980er Jahren war die Wiederaufnahme des Braunkohleabbaus im Meuselwitz-Rositzer Braunkohlerevier geplant, welche aber nicht zur Ausführung kam. Dem geplanten „Tagebau Meuselwitz“ zwischen Meuselwitz und Rositz hätte ein Großteil des Gemeindegebiets von Rositz einschließlich seiner Ortsteile weichen müssen.
1990 kam Rositz mit dem Kreis Altenburg wieder zu Thüringen. Seit 1994 liegt der Ort im Landkreis Altenburger Land.

### Einwohnerentwicklung
Entwicklung der Einwohnerzahl (ab 1960: Stand jeweils 31. Dezember):
| 1580 bis 1960 - 1580: 0104 - 1672: 084 - 1833: 0170 - 1871: 0260 - 1910: 1.632 - 1939: 4.455 - 1946: 5.698 - 1960: 5.281 | 1994 bis 2001 - 1994: 3.586 - 1995: 3.551 - 1996: 3.490 - 1997: 3.409 - 1998: 3.352 - 1999: 3.361 - 2000: 3.382 - 2001: 3.331 | 2002 bis 2009 - 2002: 3.265 - 2003: 3.249 - 2004: 3.188 - 2005: 3.133 - 2006: 3.123 - 2007: 3.079 - 2008: 3.084 - 2009: 3.082 | 2010 bis 2017 - 2010: 3.050 - 2011: 3.012 - 2012: 2.989 - 2013: 2.964 - 2014: 2.927 - 2015: 2.901 - 2016: 2.869 - 2017: 2.820 | ab 2018 - 2018: 2.808 - 2019: 2.760 - 2020: 2.721 - 2021: 2.689 - 2022: 2.730 - 2023: 2.708 |

Datenquelle ab 1994: Thüringer Landesamt für Statistik

## Politik

### Gemeinderat
Der Gemeinderat Rositz besteht aus 14 ehrenamtlichen Bürgern sowie dem Bürgermeister. Der Gemeinderat setzt sich nach der Gemeinderatswahl am 26. Mai 2024 wie folgt zusammen:
| FfR1  | 5 Sitze (+ 2)  |
| AfD2  | 4 Sitze (+ 1)  |
| CDU   | 3 Sitze (− 1)  |
| SPD3  | 2 Sitze (± 0)  |
| LINKE | 0 Sitze4 (− 2) |

1 Feuerwehr für Rositz

2 Wählervereinigung AfD Rositz

3 2014: SWV – Sozialdemokratische Wählervereinigung Rositz

4 Die Linke trat nicht erneut zur Wahl an

### Bürgermeister
Dieses Amt hat seit 2006 der parteilose Steffen Stange inne, der bei der Bürgermeisterwahl 2018 mit 99,9 % der gültigen Stimmen wiedergewählt wurde.

## Kultur und Sehenswürdigkeiten

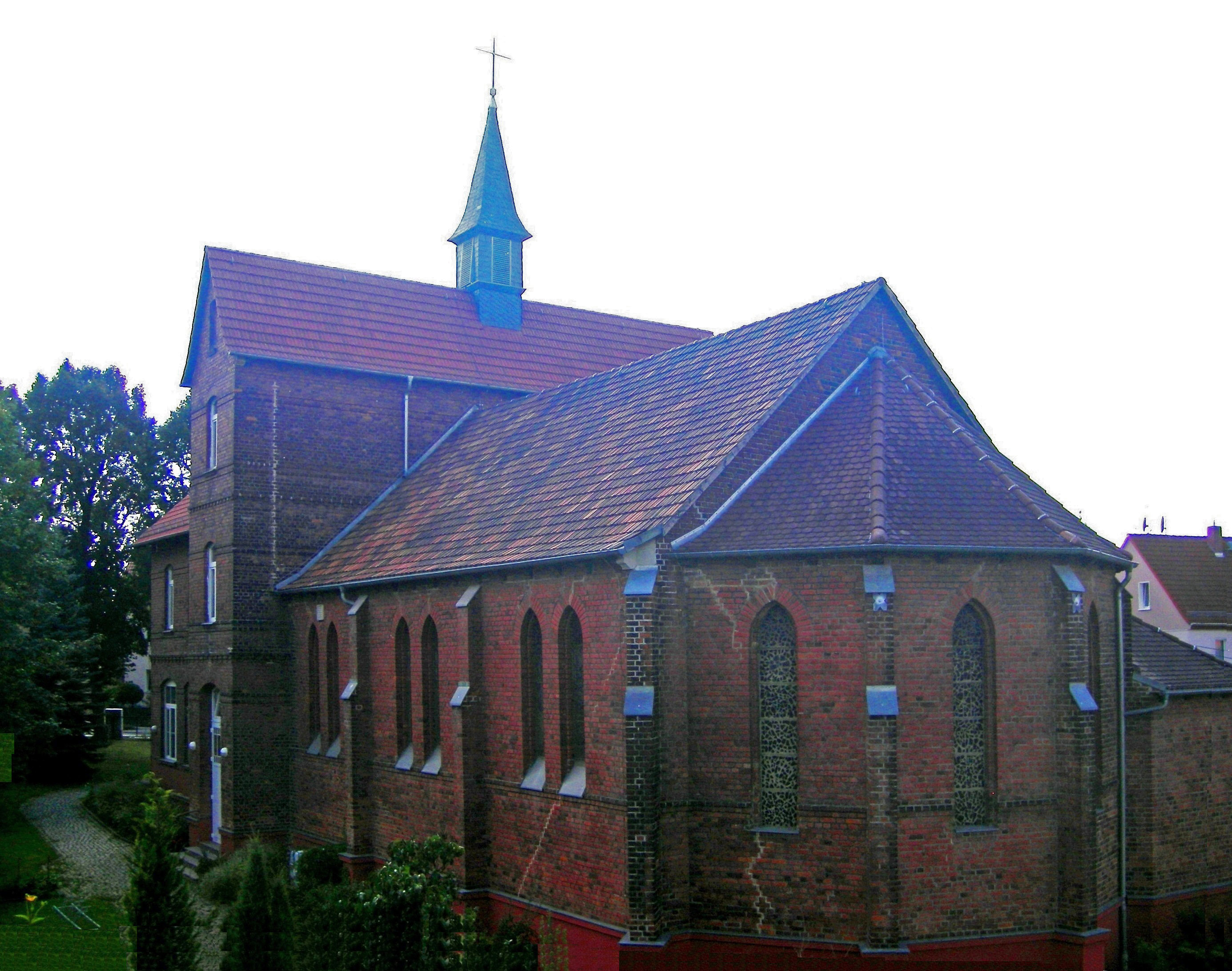
Kirche Mutter Gottes vom Berge Karmel

- siehe auch: Liste der Kulturdenkmale in Rositz

Die evangelische Dorfkirche ist wegen ihres markanten Kirchturmes das deutlich sichtbarste Gebäude des Ortes. Sie stammt aus dem Jahr 1516 und ist im spätgotischen Stil gehalten. Sie wurde 1877, 1964 (innen) und 1994 restauriert.
Etwas außerhalb des Ortszentrums befindet sich die katholische Pfarrkirche Mutter Gottes vom Berge Karmel. Die Kirche wurde 1901 aus Backstein errichtet, nachdem immer mehr Arbeiter aus Polen und Bayern in die Gemeinde gekommen waren. Das Gebäude ist im neogotischen Stil errichtet; auf einen prägenden Kirchturm wurde verzichtet.

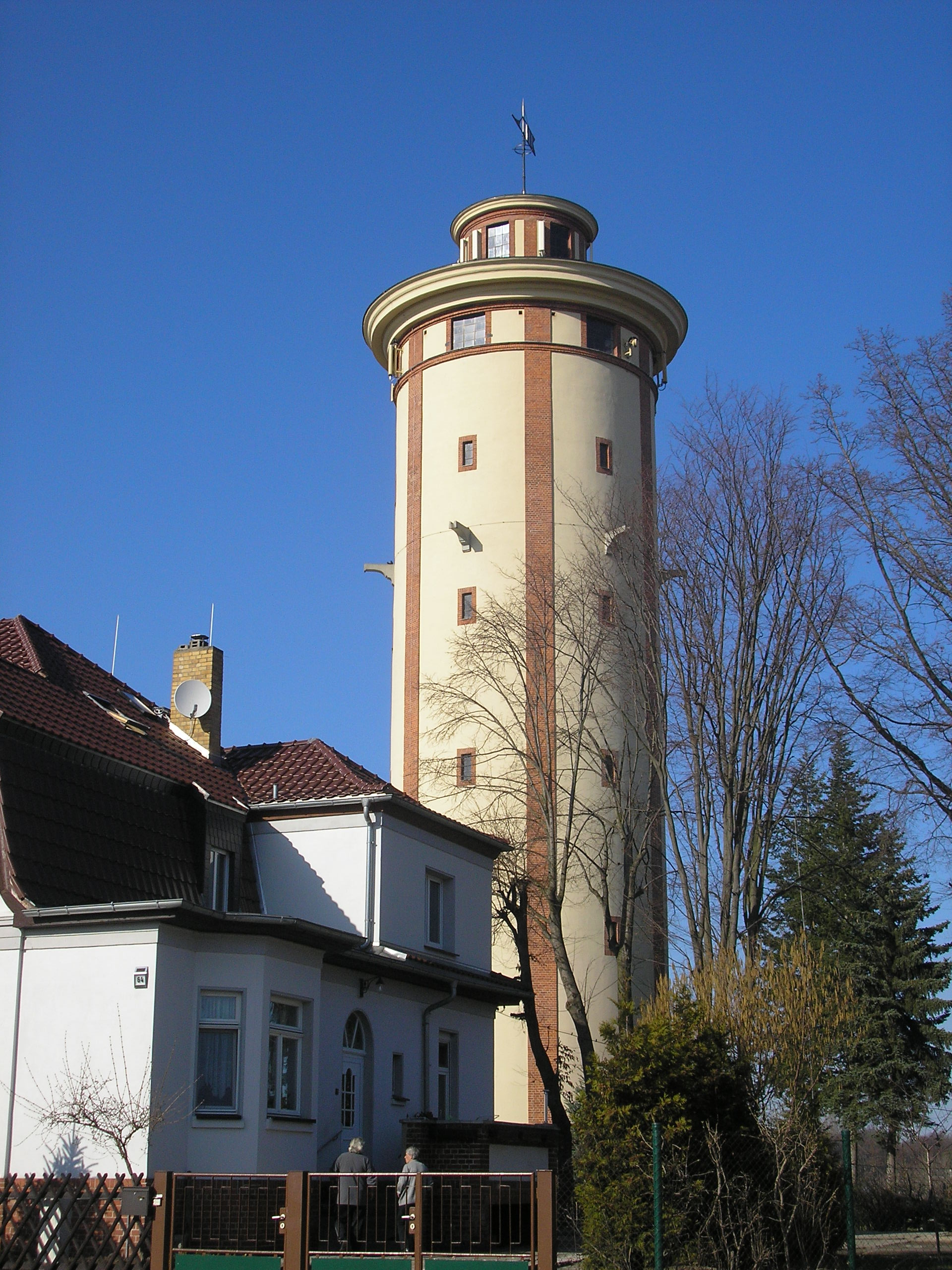
Wasserturm

Das Wahrzeichen des Ortes ist der 41,5 Meter hohe Wasserturm aus dem Jahr 1917. Er diente zur Versorgung des Teerverarbeitungswerkes. Ebenfalls zum ehemaligen Teerverarbeitungswerk gehört das frühere Kulturhaus, die heutige Gemeindeverwaltung. Am bemerkenswertesten ist der 38 Meter breite Kopfbau mit flachem Walmdach und fünfachsigem Eingangsportal; daran schließt sich ein Saalflügel mit Bühnenhaus an.
In der Heimatstube hat der Heimatverein sein Domizil und ist eine Ausstellung zur Geschichte des Ortes sowie ein Saal mit historischer Kinotechnik untergebracht. Das Fachwerkhaus wurde 1997 von der Gemeinde saniert. Das eigentlich Rositzer Heimatmuseum ist die Heimatscheune, ein Seitengebäude eines Vierseithofes. Es wurde in den Jahren 2005 und 2006 saniert.
Der sogenannte Bernsteinhof, ein denkmalgeschützter Altenburger Vierseithof, wird unter anderem für Veranstaltungen der Gemeinde genutzt. Das 1704 errichtete Wohnhaus besitzt noch eine Bohlenstube.
Im historischen Industriegebiet Zechau-Ost existiert die Rositzer Zuckerfabrik, die 1871 errichtet wurde und die erste Fabrik in Deutschland mit einem elektrischen Stromanschluss war. Außerdem besteht noch das Turbinenhaus mit komplettem Inventar.
Große Veranstaltungen in dem Ort sind beispielsweise die viertägige Rositzer Kirmes oder die Rositzer Sporttage.
In der Gemeinde gibt es weiterhin ein Freibad, eine Kegelbahn, drei Sportplätze, zwei Turnhallen, einen Jugendklub, eine Bibliothek und eine Frauenbegegnungsstätte.

## Wirtschaft und Infrastruktur

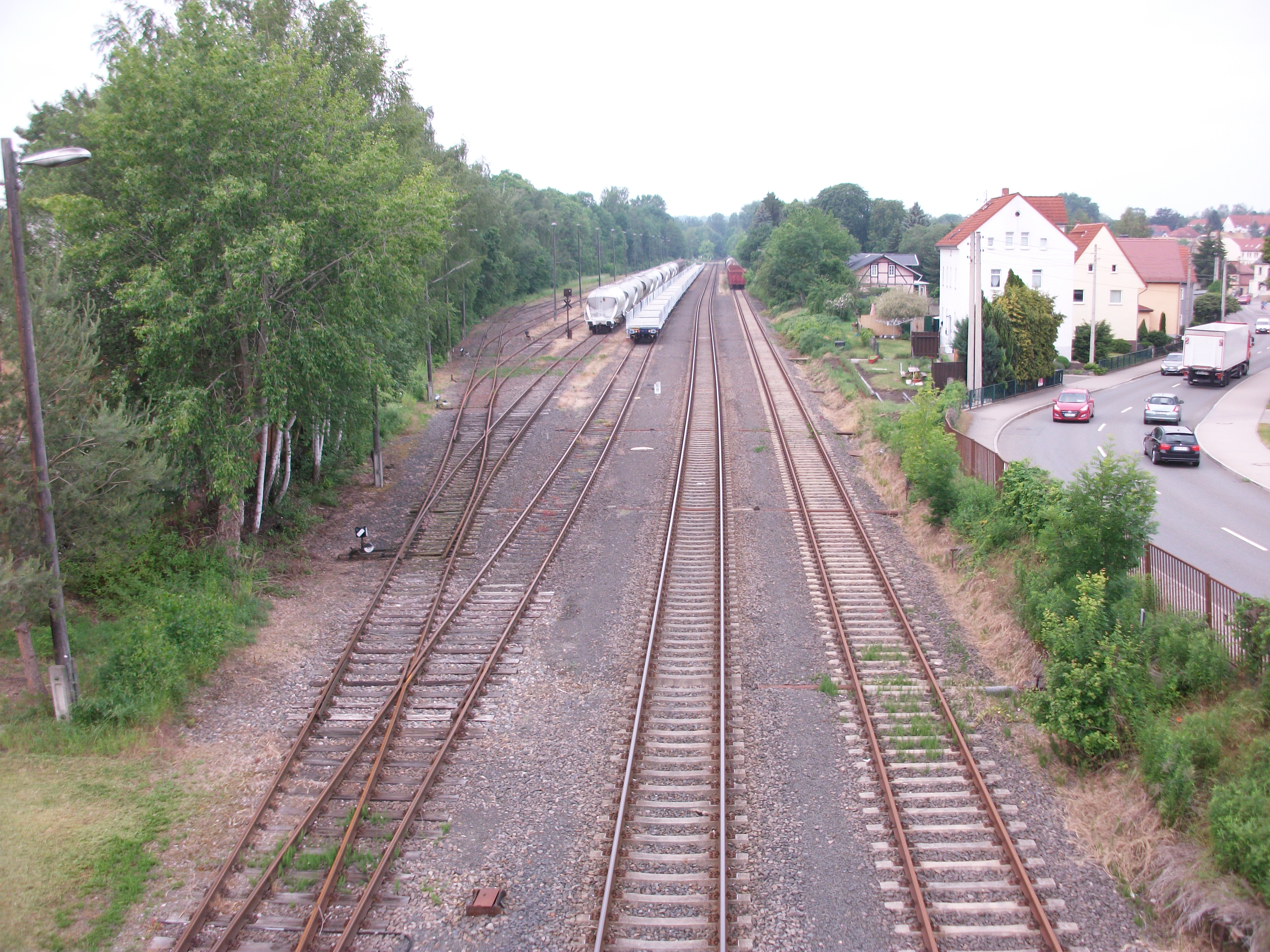
Bahnhof Rositz (2019)

### Verkehr
Rositz liegt an der B 180 von Altenburg nach Zeitz. Nahezu parallel verläuft die Bahnstrecke Zeitz–Altenburg, auf der allerdings der Reisezugverkehr im Dezember 2002 eingestellt wurde.

### Wasserver- und Abwasserentsorgung
Die Aufgaben der Wasserver- und Abwasserentsorgung hat die Gemeinde dem Zweckverband Wasserver- und Abwasserentsorgung Altenburger Land übertragen.

### Ansässige Unternehmen
In der ersten Hälfte des 19. Jahrhunderts begann man im Raum Rositz mit dem Abbau von Braunkohle. Die Entwicklung beschleunigte sich so stark, dass 1865 schon 11 Gruben förderten, 1873 im heutigen Ortsteil Gorma die erste Brikettpresse aufgestellt wurde und um die Wende zum 20. Jahrhundert bereits große Teile der Rositzer Flur erschöpft waren. Die letzte Schachtanlage schloss jedoch erst 1952.
Bedingt durch die nach Autarkie verlangende Kriegswirtschaft im Ersten Weltkrieg nahm die Deutsche Erdoel-Actiengesellschaft (DEA) 1917 in Rositz ein Braunkohleveredlungswerk zur Herstellung von Dieselöl in Betrieb. Das Werk, das als VEB Teerverarbeitungswerk Böhlen Betriebsteil Rositz (Teil des Petrolchemischen Kombinats) um 1975 über 1.600 Arbeiter beschäftigte, verarbeitete bis 1990 hauptsächlich Braunkohlenschwelteer zu Elektrodenkoks (Söderberg-Elektrode) und Heizöl und Diesel.
In einem Teil der Rositzer Zuckerfabrik, die Betriebsteil des VEB Zuckerkombinates Zeitz wurde, entstand 1965 ein Teil des VEB Hartpapierwerk Groitzsch, die heutige Thüringer Fiber-Trommel GmbH. Weiterhin war der VEB Energieversorgung Leipzig – Altenburger Landkraftwerke hier angesiedelt. Aus der Brikettfabrik der Grube 113 wurde der VEB Braunkohlenwerk Rositz, der 1968 zum VEB Braunkohlenkombinat Regis Betriebsteil Rositz wurde.
Heute sind in Rositz nur noch kleine und mittelständische Unternehmen angesiedelt, wie die Thüringer Fiber-Trommel GmbH und der Fenster- und Türenhersteller Pax, beide in der ehemaligen Zuckerfabrik.

## Umwelt
Nach der politischen Wende begann man, die mit verschiedenen organischen Stoffen verseuchten Böden des Geländes der Teerfabrik zu sanieren. Die größte Altlast, der Teersee, wurde seit 1998 Schritt für Schritt saniert. Da wegen umweltschädigender Einflüsse besonders sorgsam gearbeitet werden musste, zog sich die Sanierung lange hin. Im Jahr 2008 konnte dann mit der Verfüllung des Restloches begonnen werden. Daran schloss sich die Renaturierung an, mit anschließender Umfriedung der Fläche. Im Jahr 2012 wurden die Arbeiten beendet. Erst 2014 wurde mit Planungsarbeiten zur Eindämmung der seit Jahren bekannten Grundwasserkontamination im Ortsteil Schelditz begonnen, die zur Belastung der Raumluft in vielen Häusern führt.

## Sport
In Rositz haben sich einige Vereine auf regionaler Ebene und teilweise darüber hinaus einen guten Namen gemacht. Größter Verein ist der SV Rositz, der neben Fußball auch Judo, Kegeln, Kunstradfahren, Leichtathletik und Volleyball anbietet.
Im Fußball spielt der SV Rositz seit 2008 in der Kreisoberliga, ehemals Bezirksklasse. Auch im Kegeln ist Rositz aktiv in verschiedenen Ligen vertreten. Eine moderne Vierbahnenanlage sorgt für ein entsprechendes sportliches Umfeld. In den letzten Jahren hat sich in Rositz auch die Leichtathletikabteilung etabliert. Dort wird hauptsächlich auf die Nachwuchsförderung gesetzt, und dies mit beachtlichen Erfolgen, was einige Landesmeisterschaften sowie weitere Erfolge beweisen. Ähnliches strebt man im Judo an, wo man auf erste kleine Erfolge verweisen kann.
2021 bewarb sich die Gemeinde als Host Town für die Gestaltung eines viertägigen Programms für eine internationale Delegation der Special Olympics World Summer Games 2023 in Berlin. 2022 wurde sie als Gastgeberin für Special Olympics Kosovo ausgewählt. Damit wurde sie Teil des größten kommunalen Inklusionsprojekts in der Geschichte der Bundesrepublik mit mehr als 200 Host Towns.
Alljährlich bieten die Rositzer Sporttage über drei Tage eine Vielzahl an Sportarten an. Traditionell ist ein Fußballturnier Teil der Veranstaltung.

## Persönlichkeiten
- Margot Trooger (* 2. Juni 1923 in Rositz; † 24. April 1994 in Mörlenbach), geboren in Gorma, Schauspielerin
- Rolf Fritzsche (* 23. Oktober 1933 in Rositz), Fußballspieler
- Klaus Ernst (* 16. Oktober 1936 in Rositz), Hochschullehrer und DDR-Diplomat, Botschafter in Madagaskar 1969–1971
- Edgar Braun (* 9. Juni 1939 in Molbitz), Generalmajor des Ministeriums für Staatssicherheit